# William Logsdail
William Logsdail, né le 25 mai 1859 et mort le 3 septembre 1944 est un artiste peintre anglais connu pour ses paysages, portraits et peintures de genre d'un style réaliste. Il expose entre autres à la Royal Academy, la Royal Society of British Artists, la Grosvenor Gallery, le New Gallery (Londres).

## Biographie
Né à Lincoln, en Angleterre le 25 mai 1859, il fait partie d'une fratrie de sept enfants (six garçons et une fille). 
Logsdail étudie à la Lincoln School of Art, où il s'intéresse d'abord à l'architecture, mais grâce aux encouragements de son maître d'art, Edward R. Taylor (qui était aussi directeur de l'école), il se met à la peinture. Il continue à étudier à Anvers, à l'Académie royale des beaux-arts avec Charles Verlat,. Une de ses œuvres de cette période, Le Marché aux poissons (1880), est achetée pour le compte de la reine Victoria pour l'Osborne House. 
À l'automne de 1880, Logsdail visite Venise où il devait rester, avec des visites occasionnelles en Angleterre, dans les Balkans, en Égypte et au Moyen-Orient, jusqu'en 1900. Son tableau La place Saint-Marc, Venise, peint en 1883, a été jugé par la Royal Academy comme étant le «tableau de l'année» et est ainsi exposé à Londres.
En 1892, Logsdail rencontre Mary Ashman of Necton, et l'épouse en mai de la même année. Avec elle, il a eu trois enfants.
Il peint soixante-neuf petits tableaux pour la Fine Art Society sur le thème de la Côte d'Azur et la Riviera italienne. Sept d'entre eux ont été vendus au duc de Westminster. En 1893, Logsdail reçoit une médaille pour une peinture à l'huile exposée à l'Exposition Universelle (aussi connue comme l'Exposition universelle de Chicago). 
Après avoir passé deux années à Taormine et en Sicile, lui et sa famille retournent en Angleterre et s'installent à West Kensington (Londres), où son tableau The Early Victorian (1906) (portrait en costume de sa fille Mary) a été bien accueilli. Cela marque le début d'une période de portraitiste pour Logsdail, qui a la chance d'avoir tellement de demandes qu'il a le luxe de choisir ses modèles. 
En 1912, il est élu en tant que membre de la Royal Society of Portrait Painters. 
En 1922, lui et sa famille déménagent à Noke, près de Islip (Oxfordshire) où Logsdail restera jusqu'à sa mort à 85 ans.

## Galerie

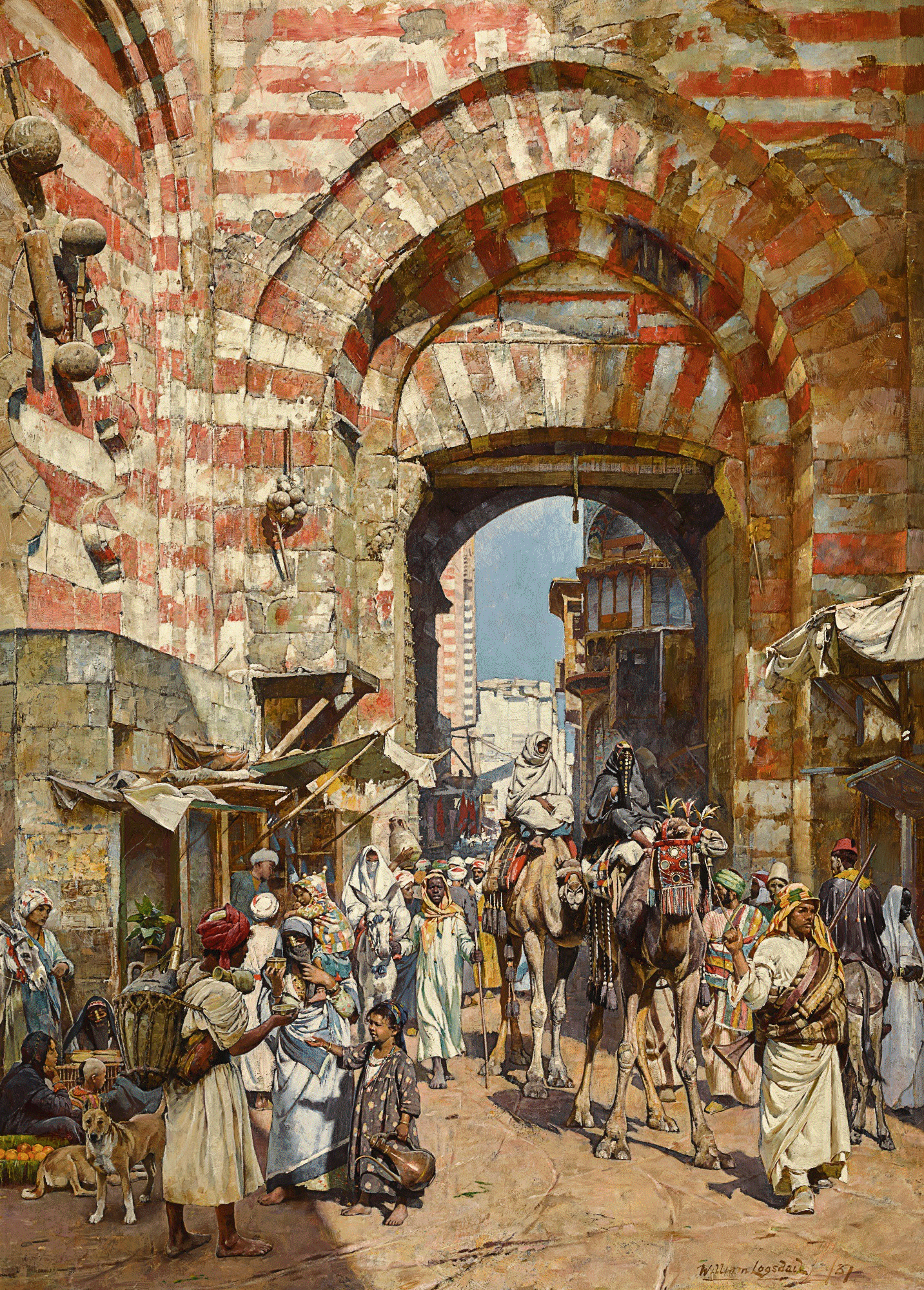
The Gates of the Khalif (1887)
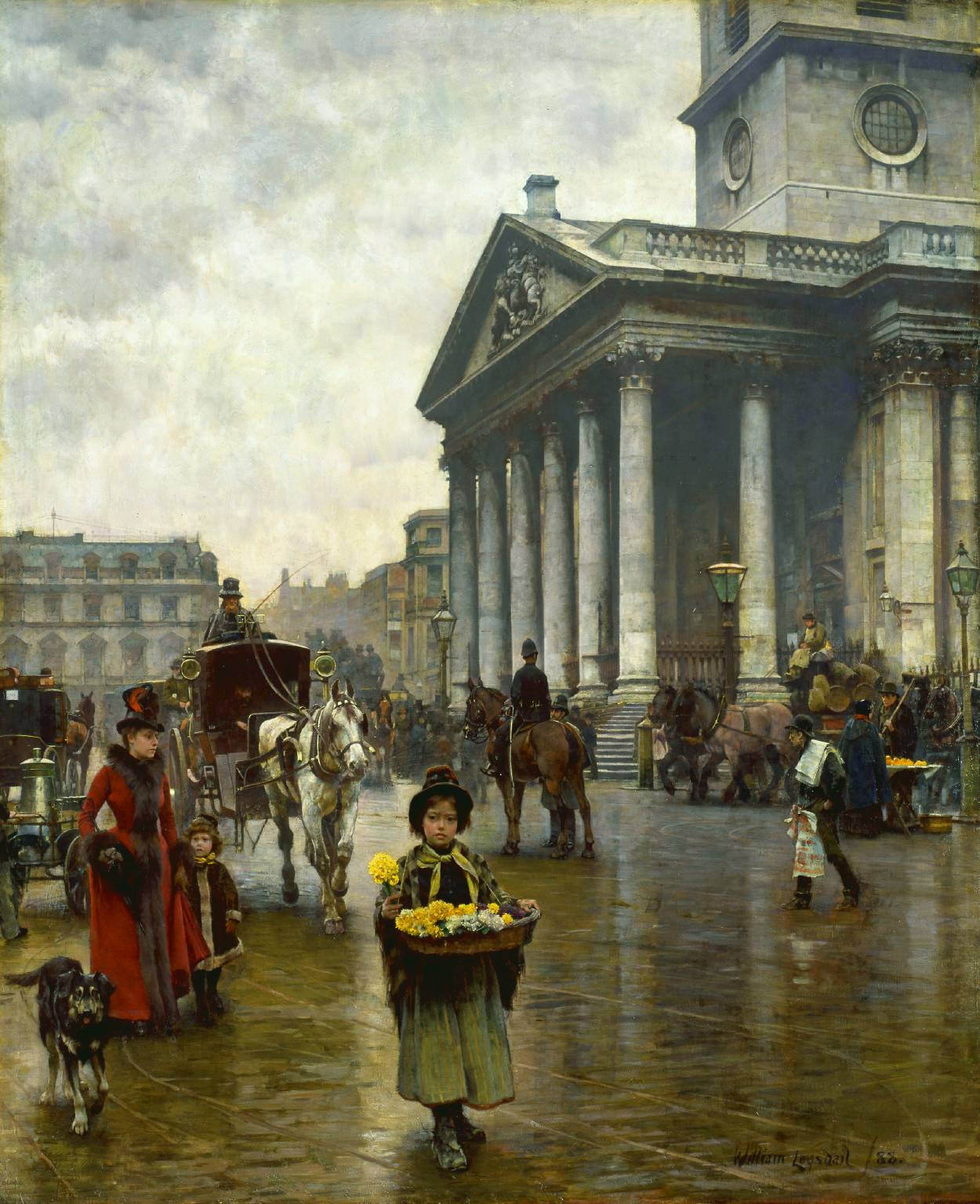
St. Martin-in-the-Fields (1888)
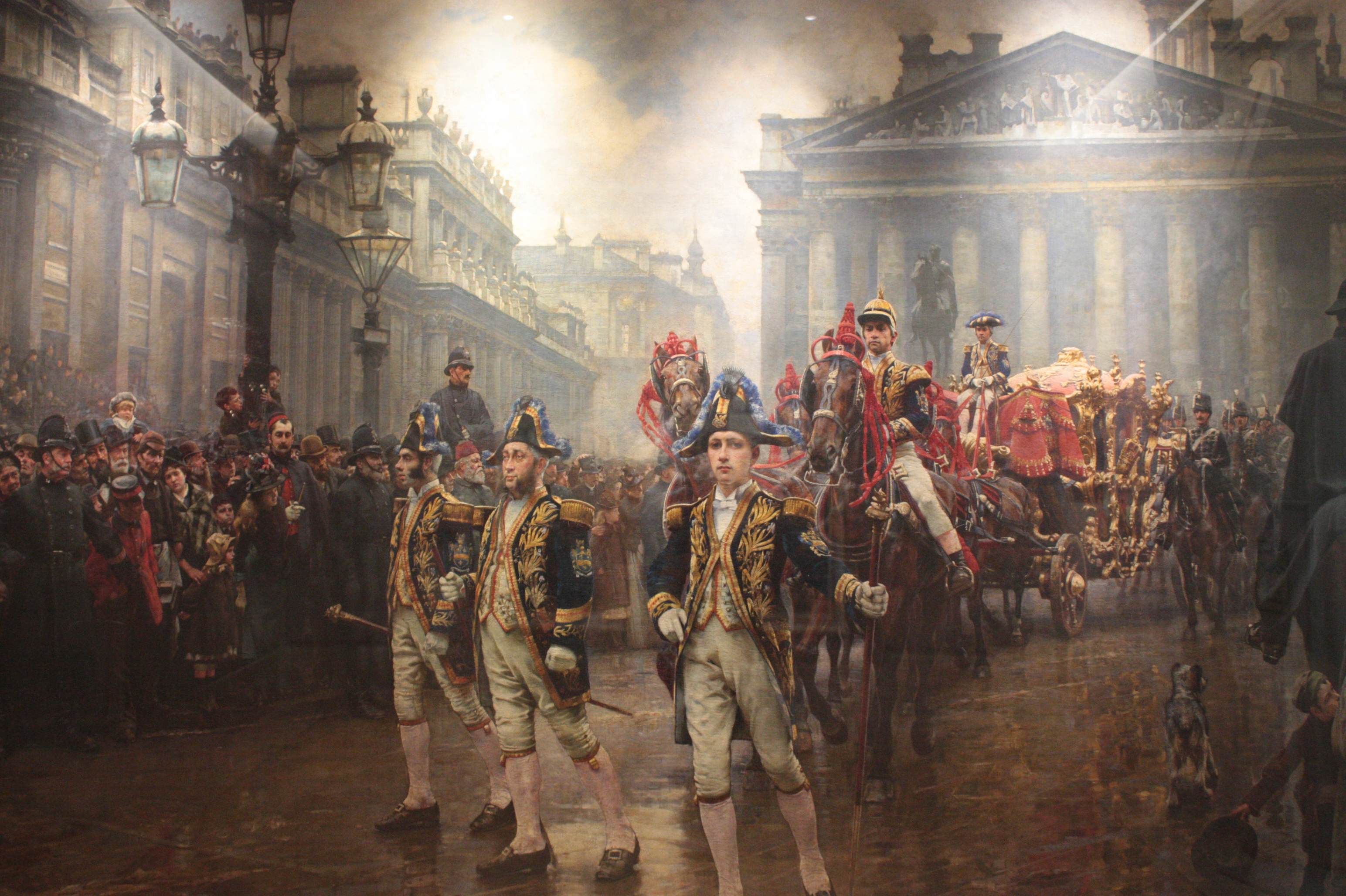
The Ninth of November (1888)
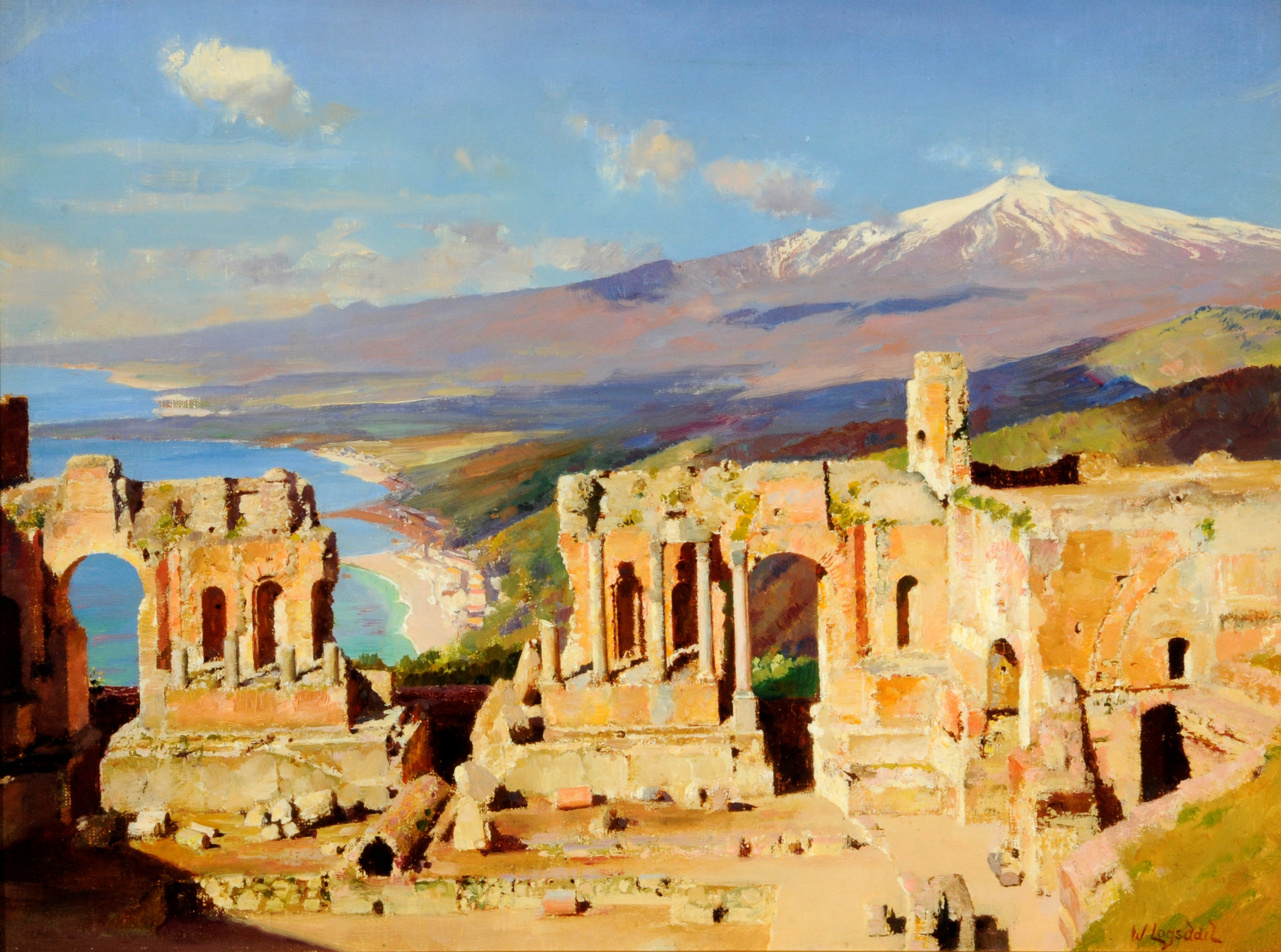
The Greek Theatre, Taormina, Sicily (1890-1900)
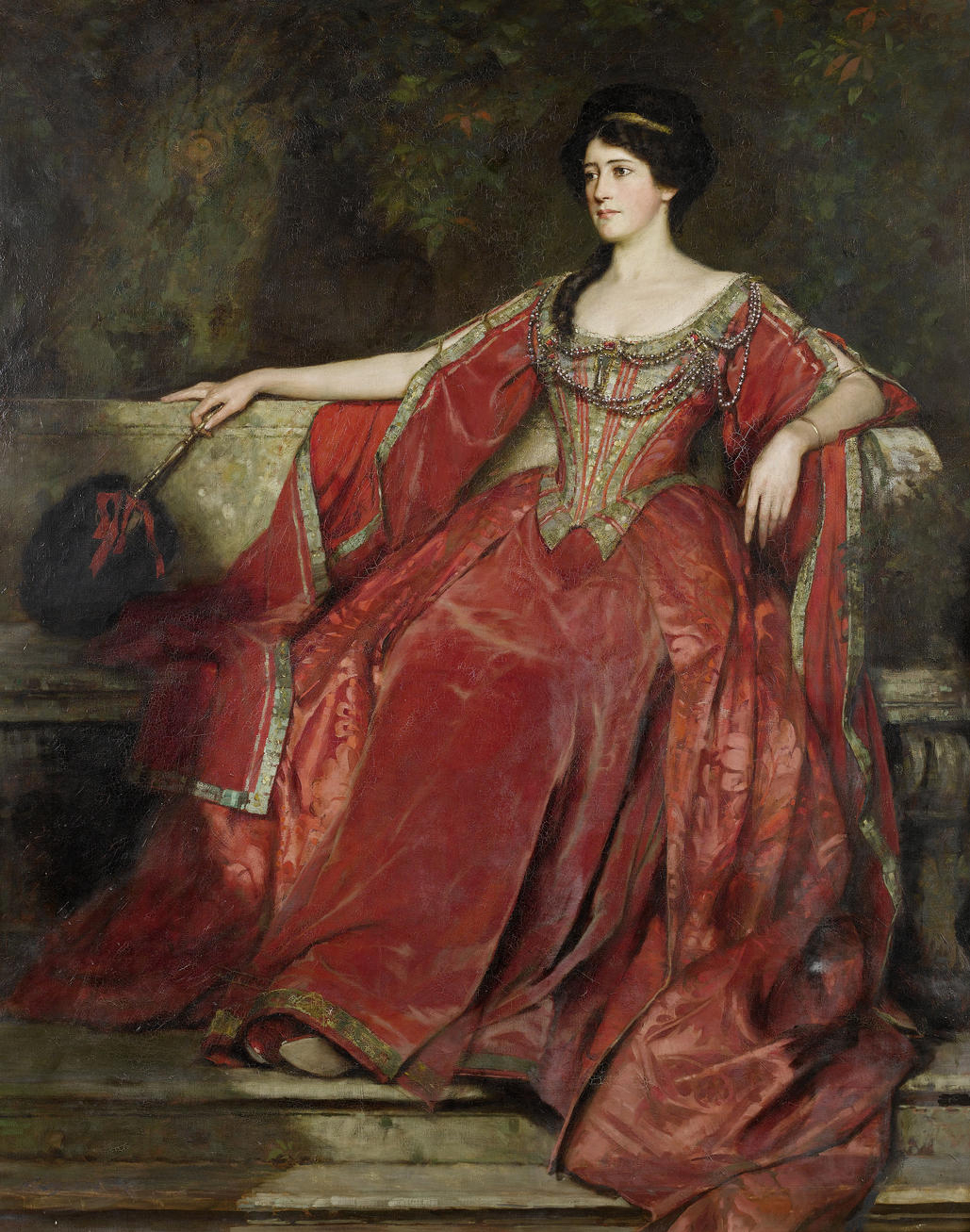
Portrait of Alice Crawford in the role of Olivia, Twelfth Night (1907)